# Инге I
Инге I, наречен заради гърбицата си Крокрюг – „Гърбавия“ (на старонорвежки: Ingi Haraldsson; на норвежки: Inge Krokrygg), е крал на Норвегия от 1136 до смъртта си през 1161 г.

## Биография
Син е на Харалд IV Гиле от брака му с Ингрид Рагнвалсдатер, внучката на шведския крал Инге Стария, на когото бил кръстен. Всъщност от всички синове на Харалд IV единствено Инге I бил смятан от църквата за негов законен наследник.
След убийството на баща му през 1136 г., едва едногодишният Инге е избран за конунг като от негово име управляват неговите наставници. Равностойно на него са обявени за конунги и двамата незаконни синове на Харалд Гиле – Сигурд II и Йойстейн II.
С възмъжаването на конунгите започва напрежение и съперничество между тях. За да изяснят отношенията си, те решават да се срещнат в Берген през 1155 г. Там Инге Крокрюг обвинява Сигурд II, че се опитва да го премахне, но Сигурд отрича. Няколко дни по-късно един от хората на Инге е убит при свада от човек на Сигурд. Като следствие от този инцидент Инге Крокрюг дава заповед да се нападне къщата, в която бил отседнал Сигурд, и тъй като последният разполагал с по-малко хора, е убит при схватката. След това Инге Крокрюг сключва мирно споразумение с другия си брат, Йойстейн, но то продължава съвсем кратко. През 1157 г. гражданската война отново се разгаря и двамата стигат до военен сблъсък, при който Йойстейн бива убит. След неговата смърт на сцената обаче излиза друг претендент за трона – Хокон II Хедебрей и в битка с неговите поддръжници Инге Крокрюг загива на 3 февруари 1161 близо до Осло.

## Потомство
За негов незаконороден син се обявява Йон Кувлунг, който между 1186 и 1188 в периода на гражданската война е избран за конунг на една част от Норвегия.